# Исократ
Исократ (на гръцки Ἰσοκράτης) е древногръцки ритор, един от Десетте атически оратори.
Исократ е роден през 436 г. пр.н.е. в Атина в богато семейство. 
Получава добро образование. Предполага се, че учи заедно с Горгий и Сократ. Той е софист, възгледите му  са повлияни от учението на Коракс, но за преки негови учители се сочат или Тисий, или Протагор, от които е повлиян най-дълбоко.
Исократ започва да работи като логограф – писател на съдебни речи. По-късно основава своя собствена школа по реторика. Автор е на редица произведения, от които до наши дни са запазени 21 речи и 9 писма.
Политическите му пристрастия го правят застъпник на интересите на аристокрацията и го поставят в опозиция на демокрацията.
В противовес на Демостен, той счита, че вътрешното гръцко обединение може да стане единствено под властта на Филип II Македонски.